# 와촌초등학교 (세종)
와촌초등학교는 대한민국 세종특별자치시 연서면 기와말1길 20 (와촌리)에 있었던 초등학교이다.

## 연혁
- 1959년 4월 1일 설립인가
- 1959년 4월 18일 연봉국민학교 와촌분교장 개설
- 1960년 4월 12일 와촌국민학교 승격
- 1984년 3월 10일 병설유치원 개원
- 1996년 3월 1일 와촌초등학교로 개칭
- 1999년 3월 1일 연봉초등학교로 통폐합